# Gerard Adolf Boon
Gerard Adolf Boon (Rotterdam, 7 oktober 1882 – Amersham (Groot-Brittannië), 21 oktober 1962) was een Nederlands jurist en politicus.

## Leven en werk
Als zoon van Germ Jan Boon, gezagvoerder bij de Rotterdamsche Lloyd, en zijn vrouw Jeanne Wilkens werd Gerard Adolf geboren in een hervormd gezin. Na het afronden van de hbs en een extra examen gymnasium ging Boon aan de Gemeentelijke Universiteit Amsterdam studeren, waar hij in 1912 in de rechtswetenschap afstudeerde op stellingen.
In 1912 trouwde hij in Leiden met Bertha (Bep) van der Starp (1884-1959), met wie hij een zoon en een dochter kreeg. De dochter (Els Boon) werd later onder meer gemeenteraadslid in Leiden. Hij ging aan de slag als advocaat en procureur in Leeuwarden, waar hij van 1914 tot 1922 ook waarnemend griffier was van het gerechtshof, en plaatsvervangend griffier van 1913 tot 1922 bij de Raad van Beroep aldaar. In 1922 verplaatste hij zijn praktijk naar 's-Gravenhage, waar hij in Scheveningen ging wonen.
Boon was toen al enige jaren actief binnen de Liberale Unie. Hij was lid van enkele commissies, voorzitter van de Friese afdeling en lid van het hoofdbestuur. In 1921 werd hij secretaris van de Liberale Staatspartij, en in 1922 werd hij namens die partij in de Tweede Kamer der Staten-Generaal gekozen.
In de Tweede Kamer hield hij zich bezig met justitie, waterstaat, radio- en PTT-zaken, binnenlandse zaken en economische zaken. Boon werd gekarakteriseerd als een militant liberaal en scherp debater, die zich in de jaren 30 fel tegen de Nationaal-Socialistische Beweging keerde. Hij amendeerde in 1931 succesvol de gemeentewet, zodat ook vrouwen benoembaar werden als burgemeester en gemeentesecretaris. In 1936 was hij lid van de Staatscommissie inzake concentratie van scholen voor bijzonder lager onderwijs. In 1937 was hij kandidaat voor de Vrijheidsbond, maar werd hij niet herkozen. In 1931 was hij reeds benoemd tot Ridder in de Orde van de Nederlandse Leeuw.

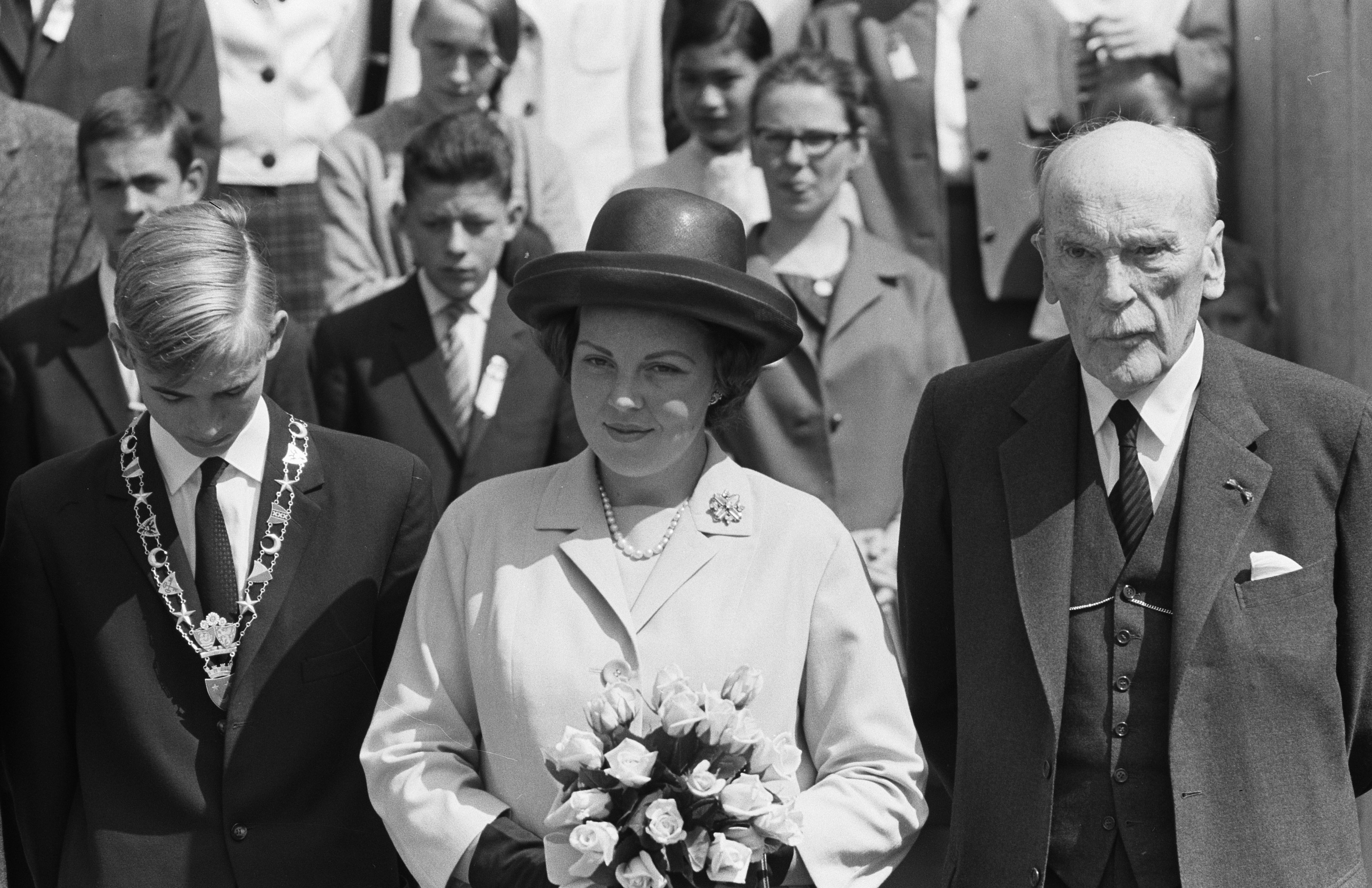
Boon met Beatrix in 1962 in Madurodam bij de onthulling van een reliëf van zijn vrouw Bep van der Starp

Boon was sterk tegen de NSB gekant, en liet zich hier ook duidelijk over uit. In reactie op een uitspraak in 1937 van dirigent Mengelberg dat men in Duitsland geen principiële bezwaren zou hebben tegen de muziek van Mahler, stelde hij in "Het Vaderland" van 22 mei 1937 voor om 20.000 gulden bijeen te brengen, waarmee het Concertgebouworkest in staat zou worden gesteld in Berlijn onder Mengelbergs leiding een concert te geven met muziek van Mahler en Mendelssohn. Mengelberg en het Concertgebouworkest gingen hier niet op in. Ook publiceerde hij in 1939 de brochure Vaderland en volk. Het anti-semitisme een geestelijke kanker. De NSB een gevaar voor Nederland.
Tijdens de bezettingsjaren ontweek Boon Nederland, en verbleef hij in Engeland, Canada en New York. In Canada werkte hij enige tijd als advocaat. Zijn echtgenote was actief in de Vrijheidsbond en bij de opvang van vluchtelingen uit Duitsland en Oostenrijk (Haagsch Kindercomité). Na de oorlog speelde zij een belangrijke rol bij de stichting van miniatuurstad Madurodam.
In 1945 was Boon leider van de gemilitariseerde repatriëringscommissie met de rang van kolonel. Hij was onder meer belast met de zorg voor transport van bevrijde joden en politieke gevangenen.